# Druga Zaklada
Druga Zaklada ili Druga Fundacija (eng. Second Foundation) je treća knjiga znanstvenofantastične Trilogije o Zakladi Isaaca Asimova, objavljena 1953. Sastavljena je iz dva dijela. Trilogija je kasnije proširena u serijal o Zakladi, pa je tako ovaj roman de facto četvrti roman serijala od sedam svezaka.

## Radnja

### Prva priča
Pet godina nakon zadnjih događaja, Mulino carstvo obuhvaća jednu destinu Galaksije i jednu petnaestinu njezinog stanovništva, uključujući i samu Fondaciju, ali je on stao s osvajanjem i sa svojeg sjedišta na Kalganu krenuo s potragom za čuvenom Drugom Fondacijom, koja bi jedina mogla zaustaviti ga. Han Pritcher, Fondacijin časnik kojeg je mutant Mula preobratio kako bi mu bio lojalan, te "nepreobraćeni" Bail Channis, su poslani na misiju kako bi istu pronašli. Pošto se jedino zna da se Druga Fondacija nalazi "negdje na kraju galaksije", Channis dobije ideju da se možda nalazi na Tazendi, pa s Pritcherom odlazi na susjedni planet Rossem kako bi se potiho raspitali o toj civilizaciji. Rossem je miran i skroman poljoprivredni svijet. Pritcher u jednom trenutku posumnja da je sam Channis tajni agent Druge Fondacije a tada se na Rossemu pojavi i Mula osobno koji to potvrdi, te izjavi da je njegova flota uništila Tazendu. Mula potom preobrati Channisa i otkriva od njega da se Druga Fondacija nalazi na Rossemu. Međutim, pojavi se Prvi Govornik tog planeta te otkriva da je Channisu samo bio "ispran mozag" od Druge Fondacije kako bi mislio da se ova nalazi na Rossemu, iako tamo nije. Također otkriva Muli da je upao u klopku: pravi agenti Druge Fondacije su u njegovoj odsutnosti otišli na Kalgan i "preobratiti" će sve njegove podanike ako smjesta ne napusti svoj naum. Pobijeđen, Mula odlazi natrag na Kalgan te ostatak života provodi u miru.

### Druga priča
50-ak godina kasnije, ponovno ojačana Fondacija šalje knjižničara Homira Munna na Kalgan kako bi proučavao spise o Muli i možda otkrio lokaciju Druge Fondacije. No na njegov se svemirski brod tajno ukrcala i 14-godišnja Arcadia, unuka Bayte i kći doktora Darella. Oni ne znaju da će postati pijuni u pothvatu Druge Fondacije kako bi se sanirala šteta nastala nakon Mule i Seldonov veliki plan vratio natrag na pravi put. Tamošnji Mulin nasljednik Stettin smatra da Druga Fondacije ni ne postoji te pokreće rat kako bi osvojio Fondaciju na planetu Terminus. Munn ostaje u pritvoru dok Arcadija uspijeva biti evakuirana do kolodvora uz pomoć Stettine ljubavnice Callije, koja je zapravo agent Druge Fondacije. Arcadia odluči otputovati do Trantora, nekadašnjeg glavnog planeta propalog Carstva, a od policije ju spasi trgovci s tog planeta, Preem Palver i njegove supruga. Stettin izgubi rat a Darell otkriva da mu je Arcadia rekla da se Druga Fondacija zapravo nalazi na samom Terminusu, dakle unutar Fondacije. Međutim, ta je misao samo ubačena u nju od agenata Druge Fondacije. Naime, ista se nalazi na Trantoru, a njen Prvi Govornik je zapravo Preem Palver.

## Vanjske poveznice
- Druga Zaklada na Library Thing